# Carrie Sheinberg
Carrie Sheinberg (New York, 29 novembre 1972) è un'ex sciatrice alpina statunitense.

## Biografia

### Carriera sciistica
Originaria di Port Washington, la Sheinberg debuttò in campo internazionale in occasione dei Mondiali juniores di Zinal 1990. Specialista dello slalom speciale, ottenne in tale specialità tutti i suoi piazzamenti internazionali di rilievo a partire dall'esordio in Coppa del Mondo, il 9 gennaio 1994 ad Altenmarkt-Zauchensee (22ª); nello stesso anno prese parte ai XVII Giochi olimpici invernali di Lillehammer 1994, sua unica presenza olimpica, dove si classificò al 18º posto, e ottenne il miglior piazzamento in Coppa del Mondo, il 10 marzo a Mammoth Mountain (11ª).
Ai Mondiali di Sierra Nevada 1996, sua unica presenza iridata, non completò la gara; conquistò l'ultima vittoria in Nor-Am Cup, nonché ultimo podio, il 30 marzo 1997 a Mont-Tremblant/Mont Garceau  e prese per l'ultima volta il via in Coppa del Mondo l'11 gennaio 1998 a Bormio, senza completare la prova. Si ritirò al termine di quella stessa stagione 1997-1998 e la sua ultima gara fu lo slalom speciale dei Campionati statunitensi 1998, disputato il 25 marzo a Jackson e chiuso dalla Sheinberg al 4º posto.

### Altre attività
Dopo il ritiro è divenuta giornalista sportiva, lavorando presso The Salt Lake Tribune, ESPN, Sirius Satellite Radio e The Boston Globe.

## Palmarès

### Coppa del Mondo
- Miglior piazzamento in classifica generale: 79ª nel 1994

### Coppa Europa
- 1 podio (dati dalla stagione 1994-1995):
  - 1 terzo posto

### Nor-Am Cup
- Miglior piazzamento in classifica generale: 9ª nel 1997
- 7 podi (dati dalla stagione 1994-1995):
  - 1 vittoria
  - 3 secondi posti
  - 3 terzi posti

#### Nor-Am Cup - vittorie
| Data          | Località                    | Paese  | Specialità |
| ------------- | --------------------------- | ------ | ---------- |
| 30 marzo 1997 | Mont-Tremblant/Mont Garceau | Canada | SL         |

Legenda:

SL = slalom speciale

### Campionati statunitensi
- 6 medaglie (dati parziali fino alla stagione 1994-1995)[1][3]:
  - 3 ori (combinata[4] nel 1995; slalom gigante, combinata[4] nel 1997)
  - 3 argenti (slalom speciale nel 1995; slalom speciale nel 1996; slalom speciale nel 1997)